# Specijalna jedinica policije „Alfa“
Specijalna jedinica policije Alfa (SJP ALFA) ustrojena je Odlukom MUP-a RH, na samom početku Domovinskog rata, 23. srpnja 1991. godine. 

## Povjesnica
Vrlo brzo je u potpunosti popunjena, i to prije svega Dragovoljci Domovinskog rata iz PU zagrebačke koji su u MUP RH stupili nakon provedbe višestranačkih izbora u Hrvatskoj, ali isto tako i ljudima koji su prije radili u policiji, čija su znanja, odlučnost i želja da se politička volja svog naroda provede u praksi, bili iznad svega.
SJP ALFA sudjelovala je, u svim borbenim akcijama radi obrane suvereniteta i uspostavljanju teritorijalne cjelovitosti Republike Hrvatske. U navedenim akcijama za ostvarenje višestoljetnog hrvatskog sna, svoje mlade živote položilo je osam njenih pripadnika, a više od stotinu je ranjeno.
Pri Gradskom uredu za opću upravu, danas postoji Udruga veterana Specijalne jedinice policije ALFA Zagreb, čije je članstvo sastavljeno od bivših aktivnih i pričuvnih te sadašnjih djelatnika SJP ALFA. Udruga je do sada mnogo puta pružila podršku i pomogla u radu Specijalne jedinice policije ALFA.
U proljeće 2001. godine, Ministarstvo unutarnjih poslova provelo je preustroj specijalne policije. Po sadašnjem ustroju specijalne policije, a tako i SJP ALFA, djelokrug poslova je promijenjen, a intenzitet rada, obuke i složenost poslova su višestruko uvećani. Djelokrug poslova specijalne policije sastoji se od borbe protiv svih oblika terorizma, rješavanja talačkih situacija, otmica osoba i prijevoznih sredstava, najtežih oblika narušavanja javnog reda te uhićenja naoružanih pojedinaca i skupina te osiguranja štićenih osoba u posebnim uvjetima.
U Specijalnoj jedinici policije ALFA ustrojeno je nekoliko specijalističkih skupina, koje su uz osnovne zadaće specijalne policije, osposobljene za obavljanje specifičnih poslova iz svog djelokruga. Primjerice, pirotehničari su obučeni za upotrebu posebnih eksplozivnih sredstava u protuterorističkim intervencijama, rad s minskoeksplozivnim sredstvima, razminiranje te njihovo uništenje. Ronioci – pirotehničari su osposobljeni za obavljanje najsloženijih zadaća u jezerima, rijekama i moru, podvodno razminiranje i uništenje minsko-eksplozivnih sredstava. Alpinisti su spremni djelovati u najnepristupačnijim područjima te urbanim sredinama uz upotrebu alpinističkih tehnika te pritom spašavati unesrećene. Padobrancima je zadaća desantiranje u neprijateljski teritorij, brzo djelovanje u protuterorističkim intervencijama na specifičnim područjima (plovila, platforme, otoci...) te motrenje, navođenje i diverzije. Uz navedene specijalističke skupine unutar Specijalne jedinice policije ALFA, postoji i nekoliko sekcija sastavljenih od entuzijasta i zaljubljenika u razne sportske aktivnosti, primjerice: sekcija za praktično streljaštvo – osnovana i registrirana kao Udruga DOUBLE ALPHA; sekcija borilačkih sportova (karate, samoobrana, hrvanje, boks, ultimate fight...) te sekcija za pustolovne utrke, padobranstvo i ostale ekstremne sportove – osnovana i registrirana kao Sportsko društvo ALFA EXTREME.Uz njih je osnovan i airsoft klub Alfa, isti je osnovan od strane bivšeg pripadnika Sjp Alfa. 
Djelatnici SJP ALFA svakodnevno prolaze iscrpljujuću obuku iz djelokruga specijalne policije u stresnim situacijama uz simuliranje stvarnih uvjeta, a psihofizičku kondiciju održavaju na visokoj razini intenzivnim treninzima u svoje radno i slobodno vrijeme. Iznadprosječna kondicija i tehnička znanja borenja te taktička postupanja, timsko jedinstvo, htijenje, mogućnost trpljenja, psihička stabilnost, disciplina i kvalitetan zdravstveni status su karakteristike koje su zajedničke, kako za sportaše tako i za pripadnike specijalne policije. Uz sve to, djelatnici u svojim specijalističkim skupinama prolaze i specijalističku obuku, te se stručno usavršavaju na raznim tečajevima, seminarima, obukama i suradnjom s ostalim specijalnim vojnim i policijskim postrojbama u Hrvatskoj i u svijetu.
Novim preustrojem specijalne policije MUP-a RH, u kolovozu 2008. godine, SJP Alfa je sjedinjena s ATJ Lučko. Njeni najsposobniji i najbolje psihofizički pripremljeni pripadnici sada su dio ATJ Lučko, a drugi dio pripadnika okosnica su Interventne jedinice PUZ-a.

## Vanjske poveznice

### Sestrinski projekti
|  | Wikiknjige imaju gradivo o temi Domovinski rat/Sadržaj/Hrvatske postrojbe |

### Mrežna sjedišta
- http://www.uvsjp-alfa.hr/